# Ostorhinchus
Ostorhinchus ist eine Gattung der Kardinalbarsche (Apogonidae), die im Roten Meer und im tropischen Indopazifik von der Küste Ostafrikas bis Japan, Hawaii, Französisch-Polynesien und zur Osterinsel verbreitet ist.

## Merkmale
Ostorhinchus-Arten sind kleine Kardinalbarsche, die 5 bis 14 cm lang werden. Ihr Körper ist mehr oder weniger schlank und mit Kammschuppen bedeckt. Kopf- und Körperseiten zeigen einen oder mehrere dunkle oder helle Längsstreifen. Die Schwanzflosse ist gegabelt. Prämaxillare, Unterkiefer, Vomer und Palatinum der Fische sind mit ein oder mehreren Reihen schlanker Zähne besetzt. Das Palatinum kann auch unbezahnt sein. Die Supramaxillare, ein Knochen des Oberkiefers, fehlt. Der Grat des Vorkiemendeckels  (Preoperculum) ist glatt, die Kanten gesägt. Magen und Darm sind schwärzlich.
- Flossenformel: Dorsale 1 VI–VII, Dorsale 2 I/9; Anale II/8–9, Pectorale 11–16, Caudale 9+8.
- Schuppenformel: SL 6–26.
- Kiemenrechen: 10–26.
- Wirbel 10+14.
- Rippen 8.
- Epineuralia („oberen Gräten“) 8.

## Arten

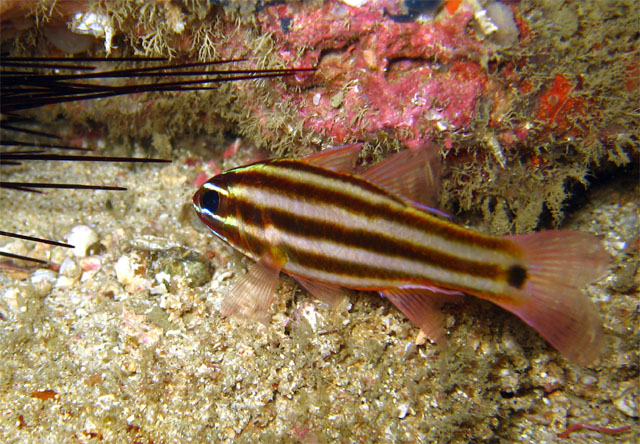
Ostorhinchus angustatus

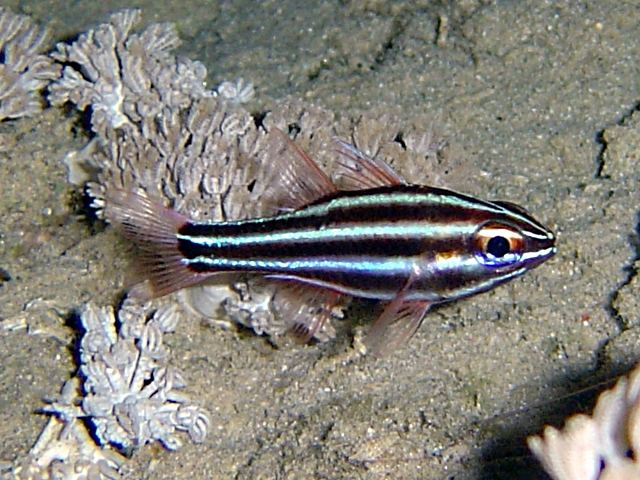
Ostorhinchus cookii

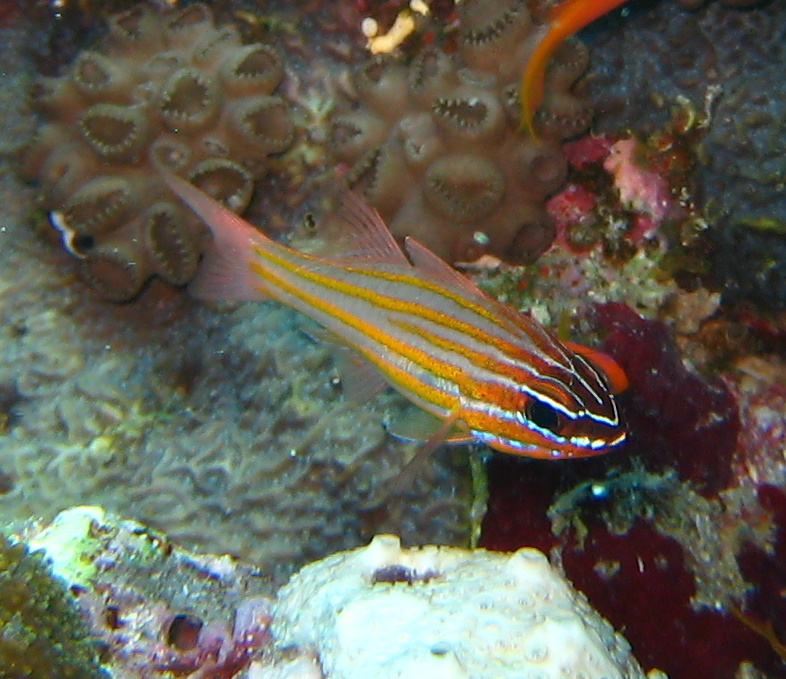
Ostorhinchus cf. cyanosomus

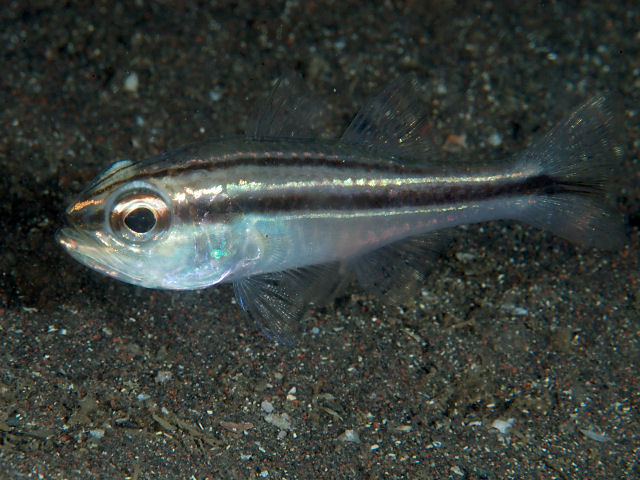
Ostorhinchus kiensis

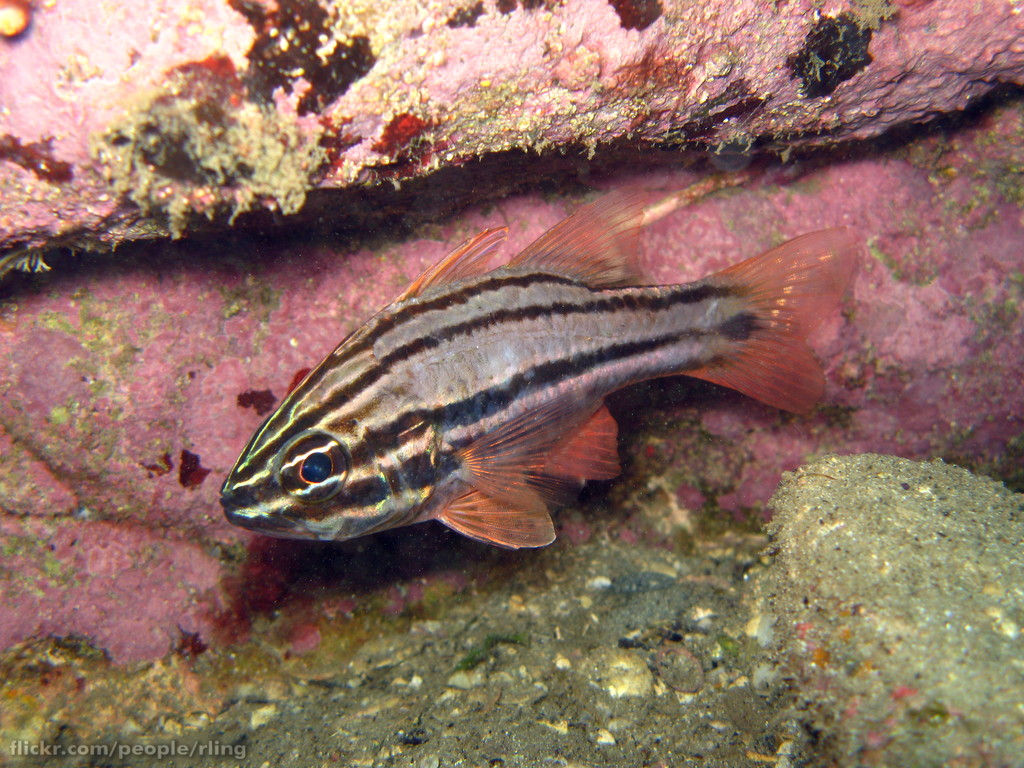
Ostorhinchus limenus

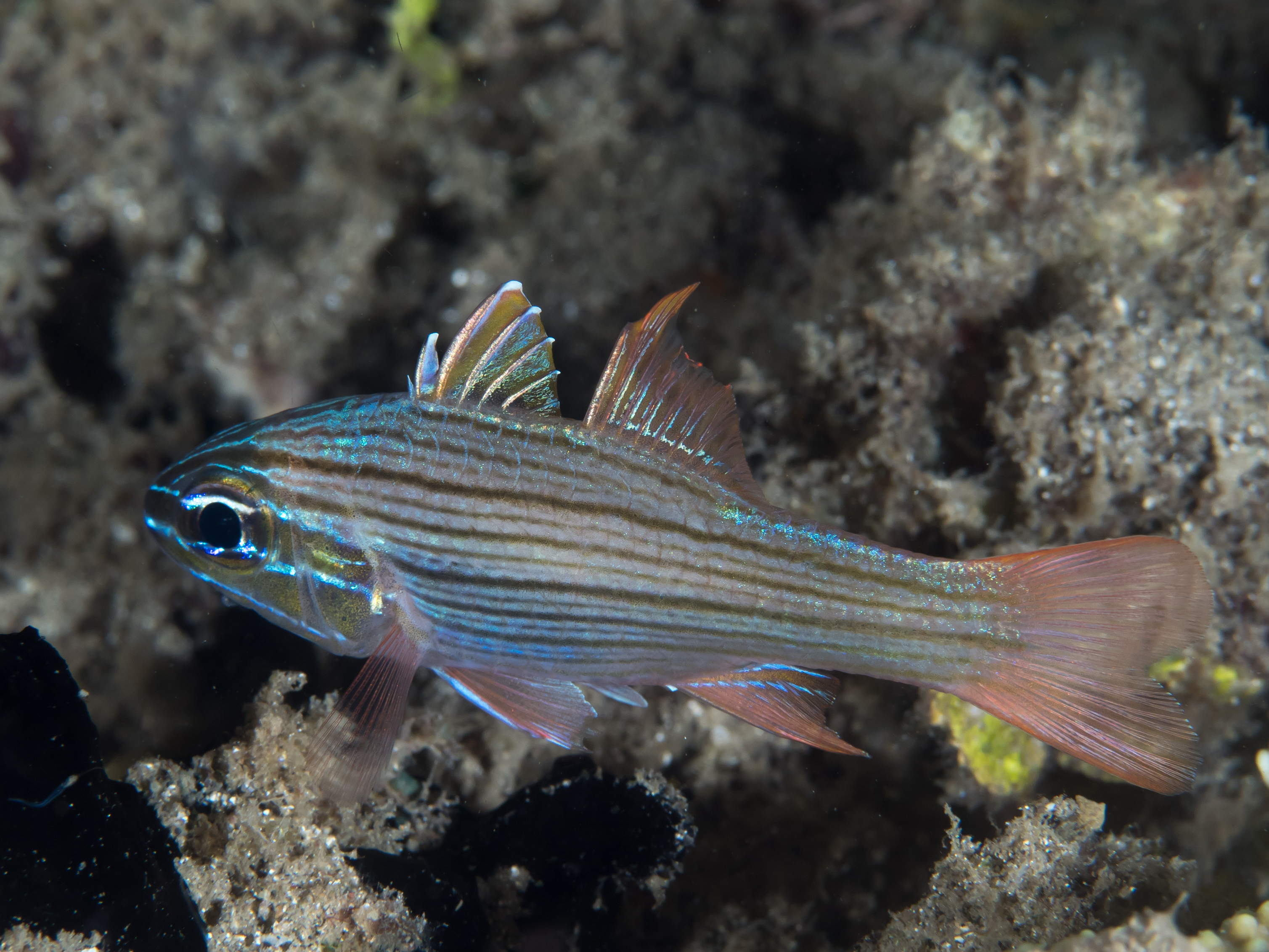
Ostorhinchus multilineatus

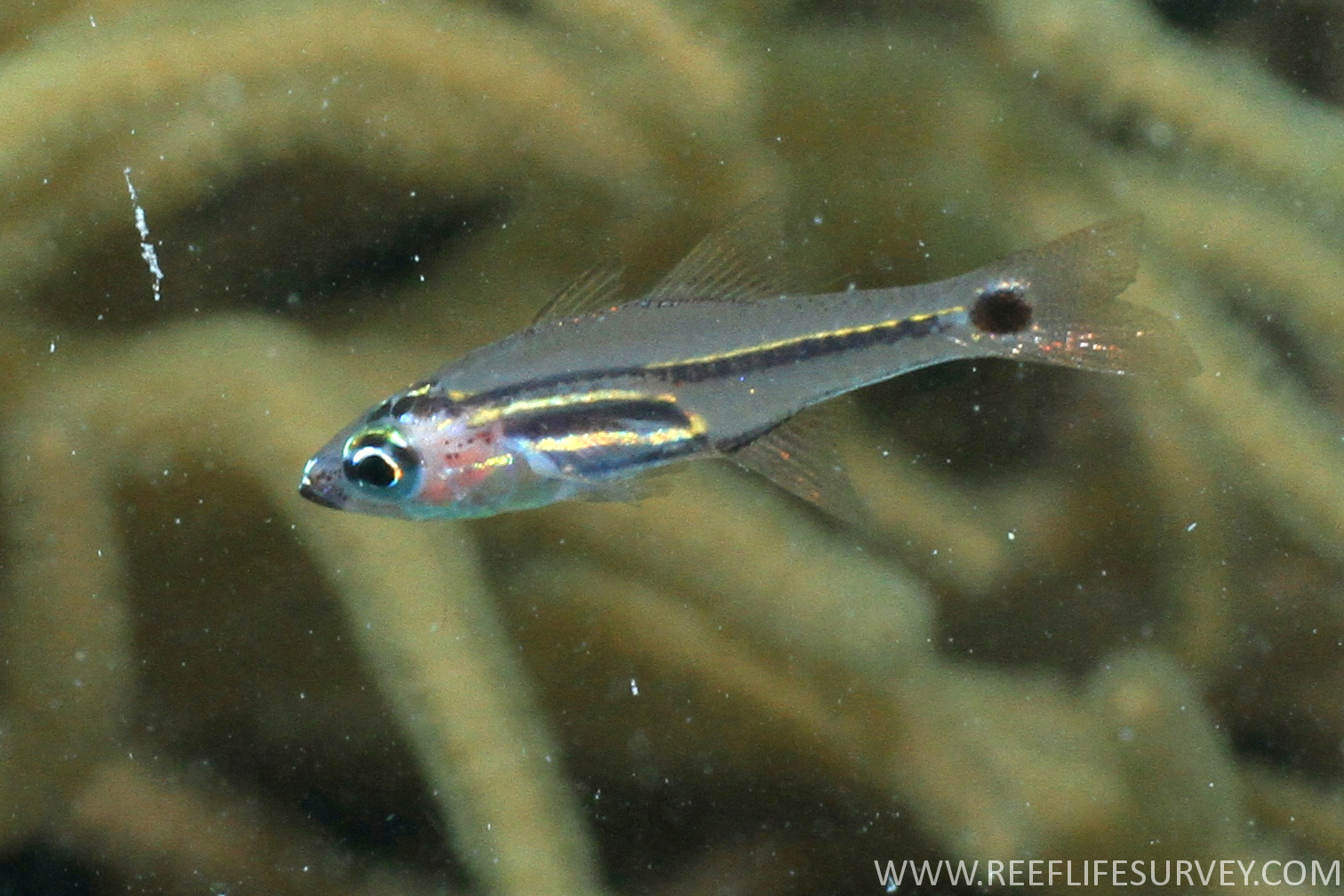
Ostorhinchus neotes

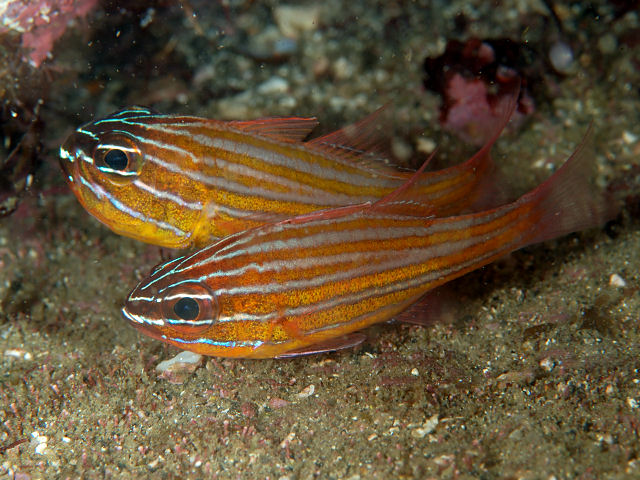
Ostorhinchus properuptus

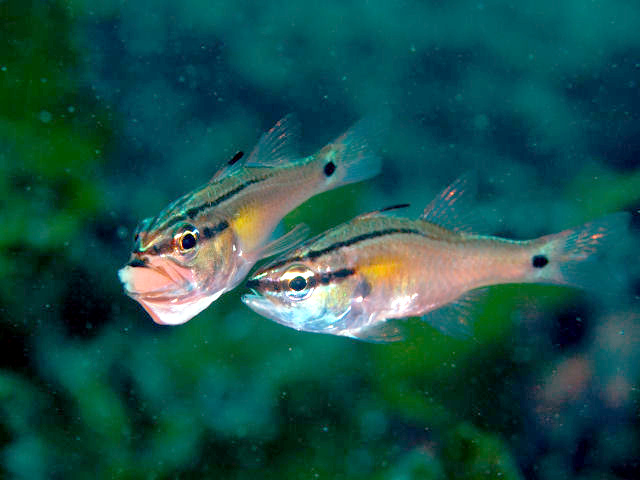
Ostorhinchus semilineatus

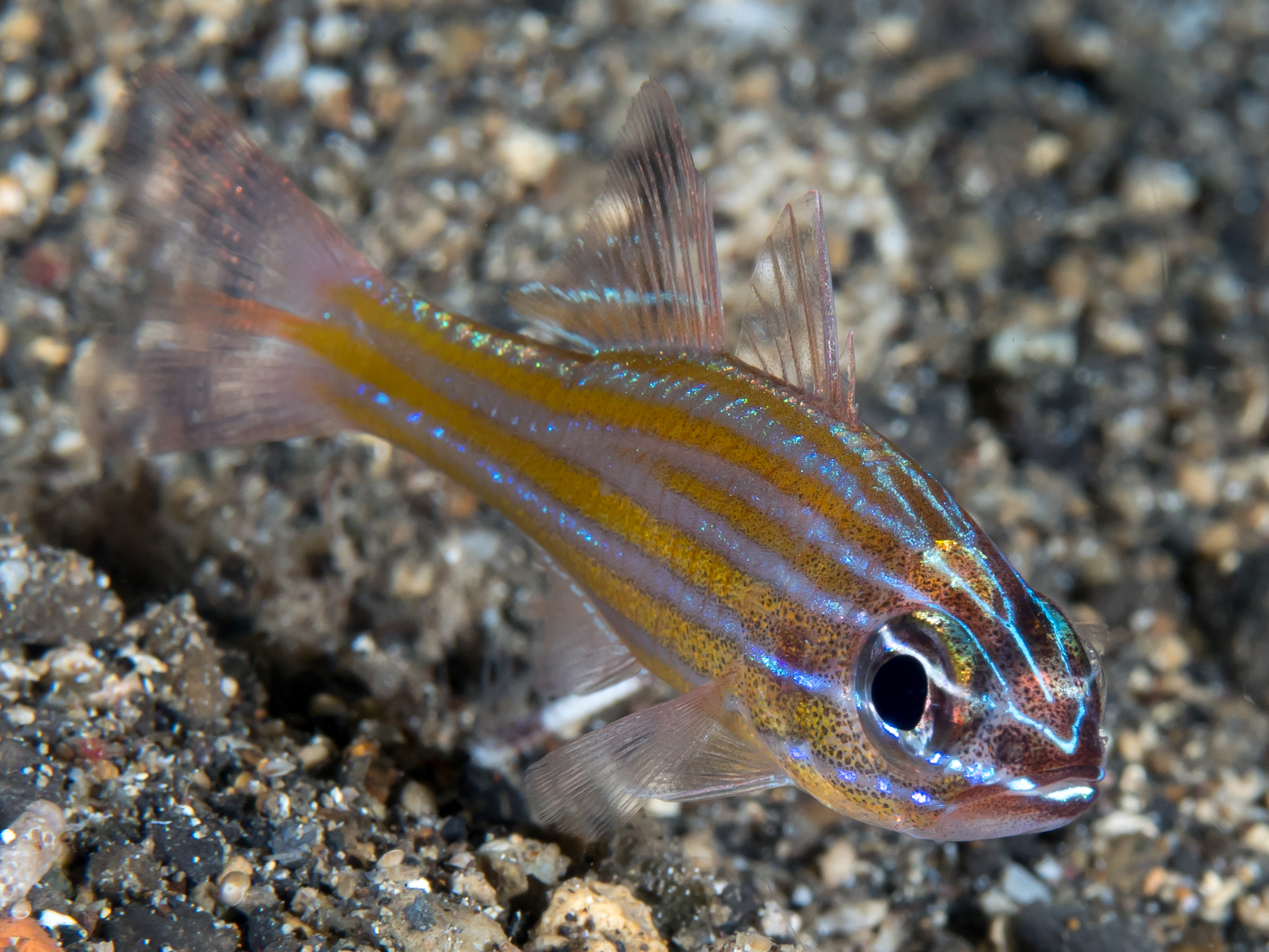
Ostorhinchus wassinki

- Ostorhinchus angustatus (Smith & Radcliffe, 1911)
- Ostorhinchus aphanes Fraser, 2012
- Ostorhinchus apogonoides (Bleeker 1856)
- Ostorhinchus aroubiensis (Hombron & Jacquinot, 1853)
- Ostorhinchus aterrimus (Günther 1867)
- Ostorhinchus atrogaster (Smith & Radcliffe, 1912)
- Schwarzbinden-Kardinalbarsch (Ostorhinchus aureus (Lacepède, 1802))
- Ostorhinchus brevispinis (Fraser & Randall 2003)
- Ostorhinchus bryx (Fraser 1998)
- Ostorhinchus capricornis (Allen & Randall 1993)
- Ostorhinchus cavitensis (Jordan & Seale, 1907)
- Ostorhinchus chalcius (Fraser & Randall 1986)
- Ostorhinchus cheni (Hayashi 1990)
- Ostorhinchus chrysopomus (Bleeker, 1854)
- Ostorhinchus chrysotaenia (Bleeker, 1851)
- Ostorhinchus cladophilos (Allen & Randall, 2002)
- Ostorhinchus compressus (Smith & Radcliffe, 1911)
- Ostorhinchus cookii (Macleay, 1881)
- Goldstreifen-Kardinalbarsch (Ostorhinchus cyanosoma Bleeker, 1853)
- Ostorhinchus cyanotaenia (Bleeker 1853)
- Ostorhinchus dispar (Fraser & Randall, 1976)
- Ostorhinchus diversus (Smith & Radcliffe 1912)
- Ostorhinchus doederleini (Jordan & Snyder 1901)
- Ostorhinchus endekataenia (Bleeker, 1852)
- Ostorhinchus fasciatus (White, 1790)
- Ostorhinchus flagelliferus (Smith, 1961)
- Ostorhinchus flavus (Allen & Randall 1993)
- Ostorhinchus fleurieu Lacepède, 1802
- Ostorhinchus franssedai (Allen, Kuiter & Randall, 1994)
- Ostorhinchus fukuii (Hayashi 1990)
- Ostorhinchus griffini (Seale, 1910)
- Ostorhinchus gularis (Fraser & Lachner, 1984)
- Ostorhinchus hartzfeldii (Bleeker, 1852)
- Ostorhinchus heptastygma (Cuvier in Cuvier & Valenciennes 1828)
- Ostorhinchus hoevenii (Bleeker 1854)
- Ostorhinchus holotaenia (Regan, 1905)
- Ostorhinchus ishigakiensis (Ida & Moyer 1974)
- Ostorhinchus jenkinsi (Evermann & Seale, 1907)
- Ostorhinchus kiensis (Jordan & Snyder, 1901)
- Ostorhinchus komodoensis (Allen, 1998)
- Ostorhinchus leptofasciatus (Allen, 2001)
- Ostorhinchus leslie Schultz & Randall 2006
- Ostorhinchus limenus (Randall & Hoese 1988)
- Ostorhinchus lineomaculatus (Allen & Randall, 2002)
- Ostorhinchus luteus (Randall & Kulbicki, 1998)
- Ostorhinchus maculiferus (Garrett, 1864)
- Ostorhinchus margaritophorus (Bleeker 1854)
- Ostorhinchus melanoproctus (Fraser & Randall, 1976)
- Ostorhinchus microspilos (Allen & Randall, 2002)
- Ostorhinchus moluccensis (Valenciennes, 1832)
- Ostorhinchus monospilus (Fraser, Randall & Allen, 2002)
- Ostorhinchus multilineatus (Bleeker, 1874)
- Ostorhinchus nanus (Allen, Kuiter & Randall, 1994)
- Ostorhinchus neotes (Allen, Kuiter & Randall, 1994)
- Ostorhinchus nigripes (Playfair in Playfair & Günther 1867)
- Ostorhinchus nigrocincta (Smith & Radcliffe, 1912)
- Ostorhinchus nigrofasciatus (Lachner, 1953)
- Ostorhinchus norfolcensis (Ogilby 1888)
- Ostorhinchus notatus (Houttuyn 1872)
- Ostorhinchus noumeae (Whitley 1958)
- Ostorhinchus novemfasciatus (Cuvier, 1828)
- Ostorhinchus ocellicaudus (Allen, Kuiter & Randall, 1994)
- Ostorhinchus oxina (Fraser 1999)
- Ostorhinchus oxygrammus (Allen, 2001)
- Ostorhinchus pallidus Allen & Erdmann, 2017
- Ostorhinchus parvulus (Smith & Radcliffe, 1912)
- Ostorhinchus pallidofasciatus (Allen 1987)
- Ostorhinchus pleuron (Fraser, 2005)
- Ostorhinchus properuptus (Whitley, 1964)
- Ostorhinchus pselion (Randall Fraser & Lachner 1990)
- Ostorhinchus quinquestriatus (Regan 1908)
- Ostorhinchus radcliffei (Fowler 1918)
- Ostorhinchus regula (Fraser & Randall 2003)
- Ostorhinchus relativus (Randall 2001)
- Ostorhinchus rubrimacula (Randall & Kulbicki, 1998)
- Ostorhinchus rueppellii (Günther 1859)
- Ostorhinchus rufus (Randall & Fraser 1999)
- Ostorhinchus schlegeli (Bleeker, 1855)
- Ostorhinchus sealei (Fowler, 1918)
- Ostorhinchus selas (Randall & Hayashi, 1990)
- Ostorhinchus semilineatus (Temminck & Schlegel 1842)
- Ostorhinchus septemstriatus (Günther 1880)
- Ostorhinchus sinus (Randall 2001)
- Ostorhinchus spilurus (Regan 1905)
- Ostorhinchus taeniophorus (Regan, 1908)
- Ostorhinchus urostigma (Bleeker, 1874)
- Ostorhinchus victoriae (Günther 1859)
- Ostorhinchus wassinki (Bleeker, 1861)
- Ostorhinchus yamato Yoshida et al., 2018